# Leon Piesowocki
Leon Piesowocki (* 9. Dezember 1925 in Posen; † 20. Februar 2024 in Montélimar) war ein polnischer Maler und Grafiker.
Als Sohn einer polnischen Mutter und eines deutschen Vaters wurde er 1943 vom deutschen Heer zwangsrekrutiert, diente in Italien, desertierte und kämpfte auf der Seite der Engländer weiter. Ein kunstsinniger Offizier vermittelte ihm sofort nach Kriegsende ein Stipendium auf der Academia in Rom. Ein Jahr später wurde allen Polen, die für Großbritannien gekämpft hatten, die britische Staatsbürgerschaft und Übersiedelung nach London angeboten, wo Piesowocki ein Stipendium am Sir John Cass College of Art, London erhielt. 1978 übersiedelte er nach Südfrankreich und lebte bis zu seinem Tod in der Provence zwischen Crest und Orange.
Im Lauf seines Lebens hat Piesowocki mit seinem breit gefächerten stilistischen Können immer wieder seine Malweise, seine Techniken und seine Sujets geändert; es lässt sich aber eine Präponderanz von Landschaften und weiblichen Akten, teilweise auch deren figurative Verschmelzung, beobachten; die bevorzugte Malweise im Frühwerk ist Öl, in der mittleren Periode Serigrafie und Faltobjekte, in der Spätphase Aquarelle sowie eine Mischtechnik aus Aquarell und Tuschefederzeichnung. 
Er war, seitdem er 1968 den Kunstpreis von Bradford erhalten hatte, Mitglied des International Prizewinners Club.  
Ausstellungen in London und vielen anderen Orten in Großbritannien, Paris und vielen anderen Orten Frankreichs, Tokio, Melbourne, Oregon, Polen, Holland, Italien, Norwegen und Deutschland. 
Werke wurden angekauft von folgenden Sammlungen und Museen:
- Großbritannien: Victoria and Albert Museum, The Nuffield Foundation, The Arts Council, The British Council, Northampton Central Museum, Wakefield City-Art Gallery, Bradford Museum and Art Gallery, Oldham City and Art Museum, Dudley Museum and Art Gallery
- Holland: Stedelijk Museum, Museum Boijmans Van Beuningen
- USA: University of Pittsburgh
- Polen: Nationalmuseum Warschau, Nationalmuseum Posen, University Museum Toruń (Thorn)

Piesowocki hat sich von 1981 bis ca. 1991 auch als Buchillustrator, Bühnenbilder und Figurengestalter für Inszenierungen von Marieluise Ritter im frankfurter figurentheater betätigt.